# Creston (Terre-Neuve-et-Labrador)
Pour les articles homonymes, voir Creston.

Creston est une petite communauté canadienne située sur la péninsule de Burin de l'île de Terre-Neuve. Elle est située juste au sud-ouest de Marystown sur la route 220 qui fait le tour de la partie sud de la péninsule.

## Annexe